# Europark Idroscalo Milano
L'Europark Idroscalo Milano è un luna park permanente situato nel comune di Segrate, nelle immediate vicinanze di Milano e del suo Idroscalo.

## Storia
Il parco aprì per la prima volta nel 1965 con il nome di Lunapark Milano, per soli 45 giorni. Il successo registrato da questa prima apertura indusse ad allargare, nel 1966, l'apertura a due mesi e a tre mesi nel 1967. Nel 1968 il parco fu dotato di illuminazione notturna, estendendo la sua apertura anche al mese di settembre.
Nel 1970 il Lunapark Milano adottò l'attuale orario, apertura sette giorni su sette da marzo a settembre e tutti i fine settimana durante il resto dell'anno divenendo un parco permanente. L'incremento della popolarità portò a una conseguente crescita delle installazioni e delle attrazioni che influirono anche sull'aumento dei costi. I concessionari si impegnarono a pagare affitti più alti alla direzione del parco ma negli anni le divergenze fra le parti divennero tali che nel 2003 il parco chiuse apparentemente in maniera definitiva. Un cambio nella proprietà e una nuova direzione portarono nel 2004 alla riapertura del parco sotto l'attuale nome di Europark Idroscalo Milano. La nuova proprietà ha portato un rinnovamento nelle attrazioni, permesso dalle nuove tecnologie dell'industria del settore, come non si vedeva da 20 anni.

Lunapark nel 1965, Paolo Monti
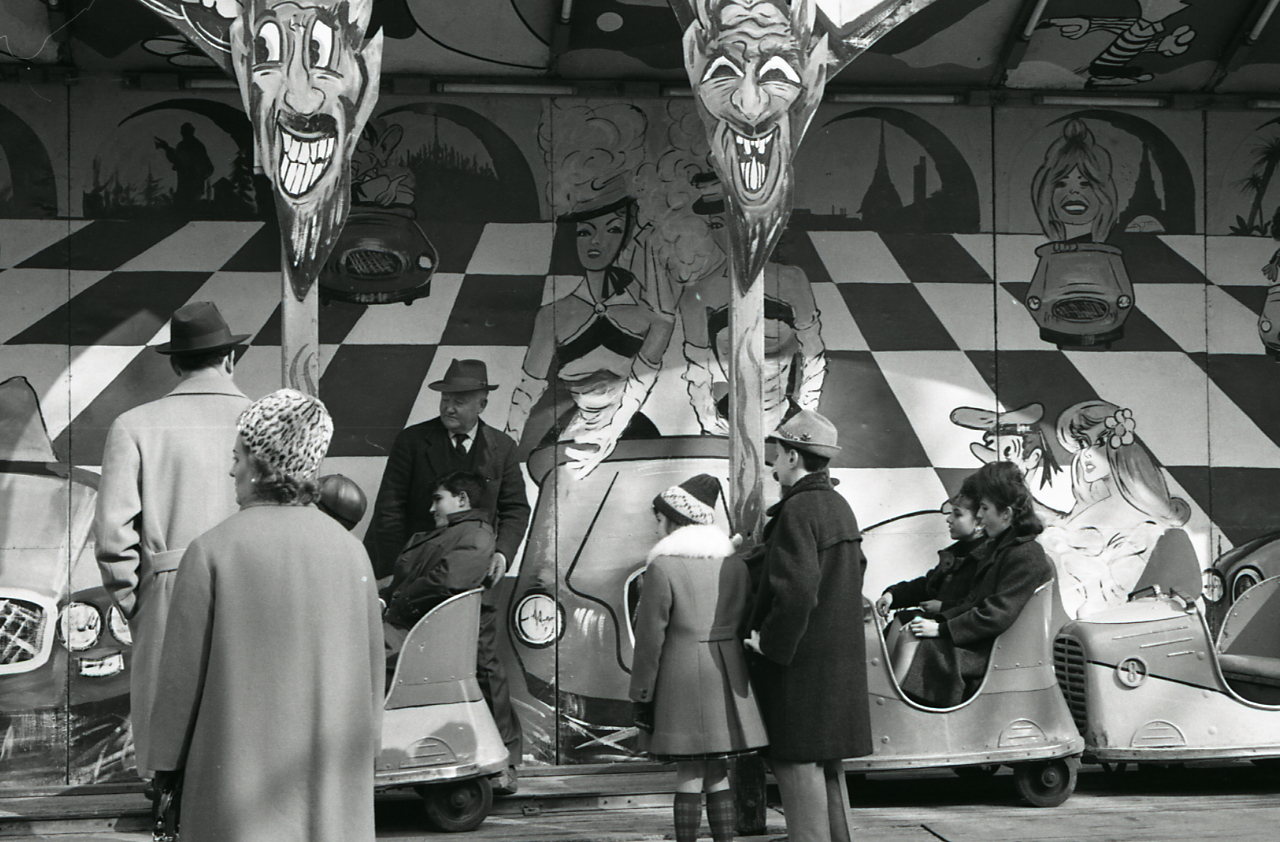
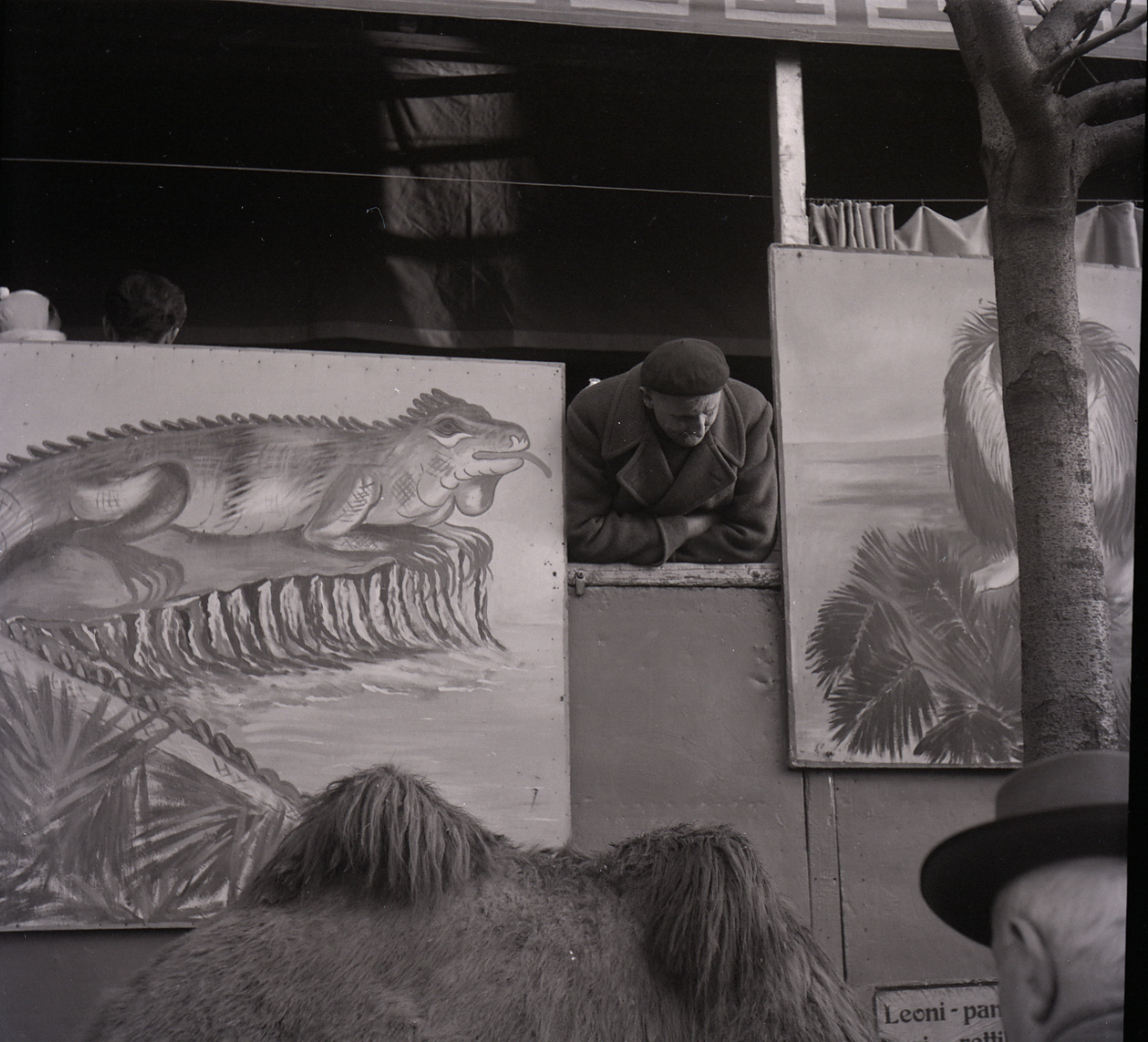
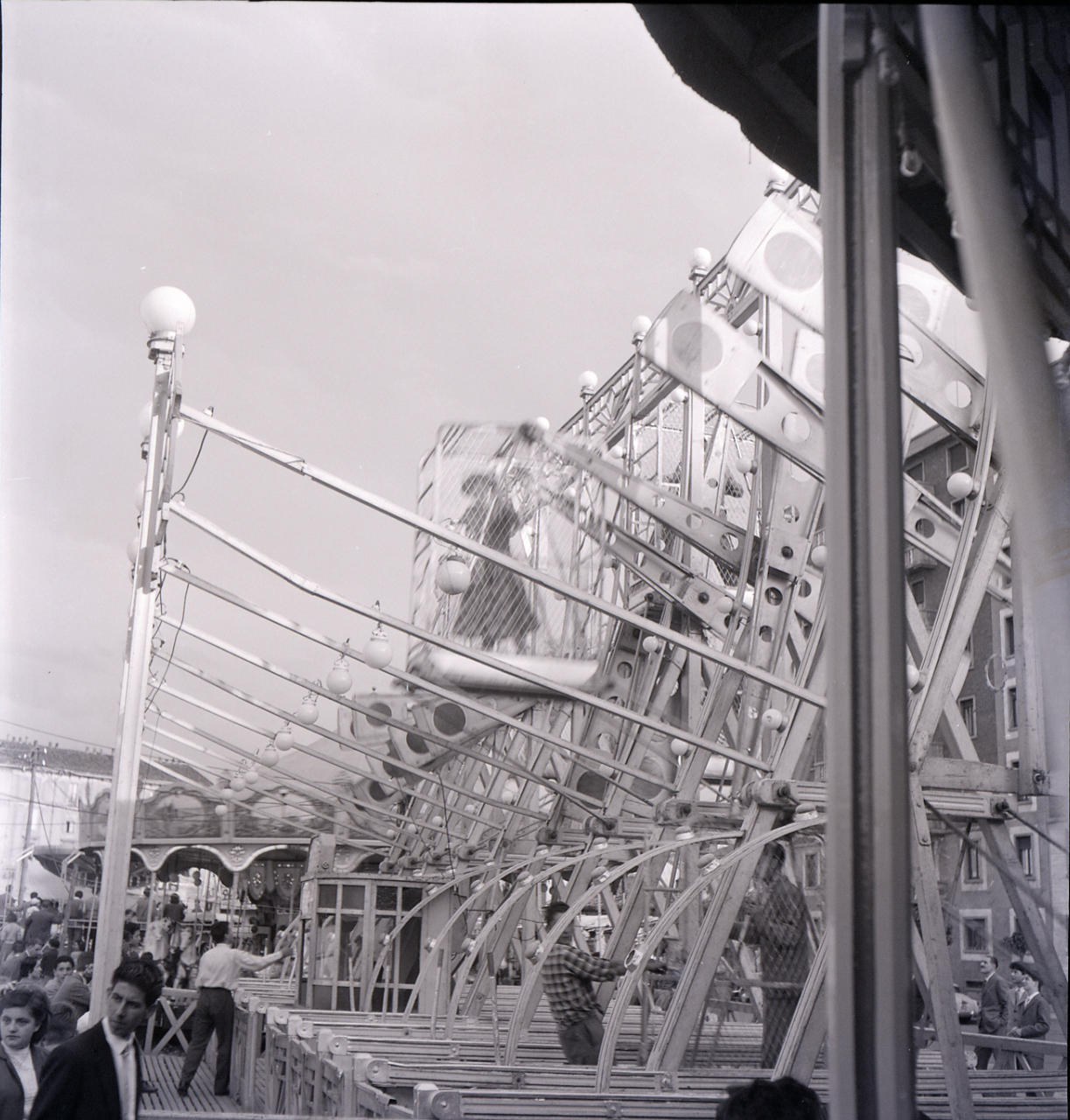
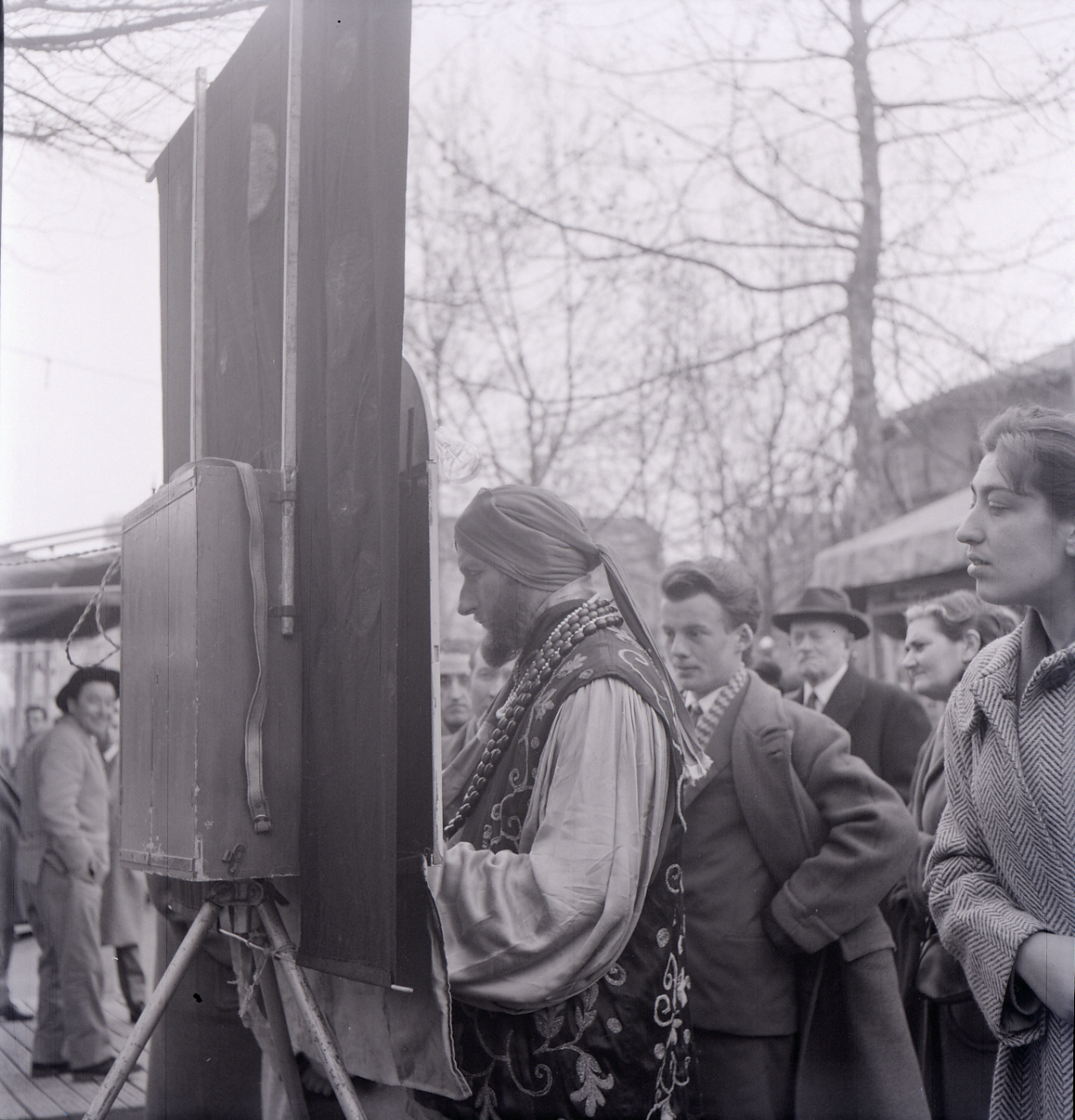
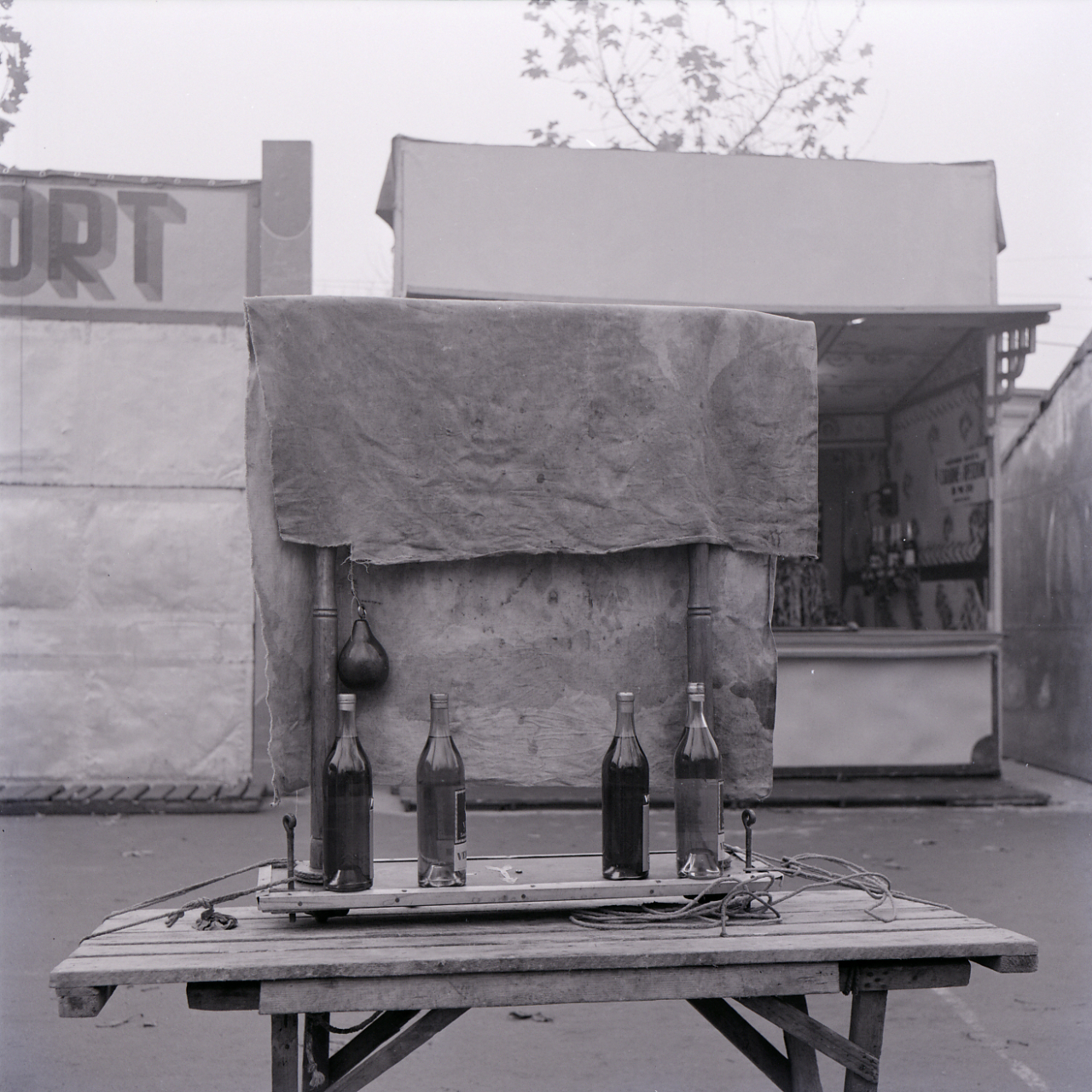
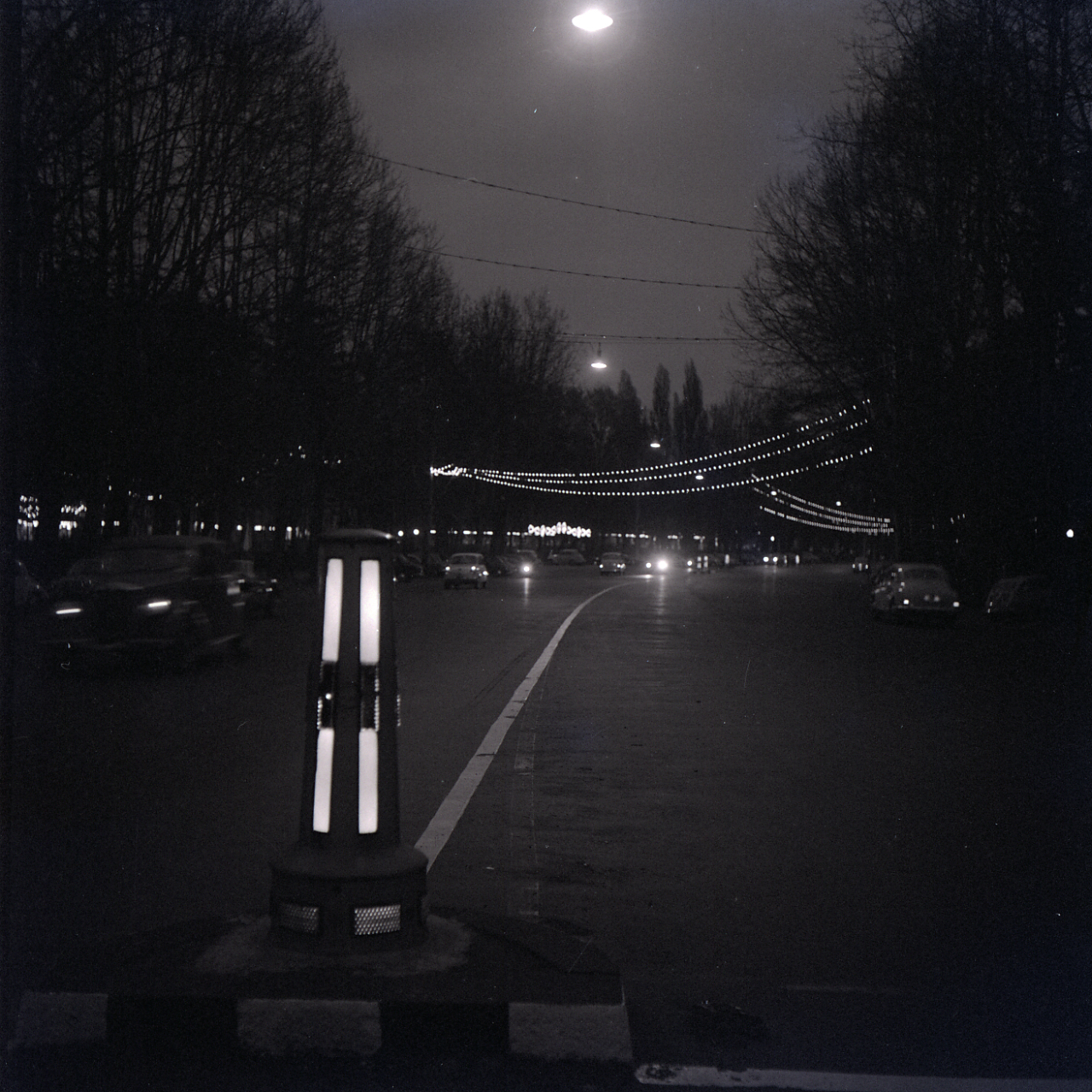

## Attrazioni
Le attrazioni sono varie e destinate a clienti di tutte le età. Esistono inoltre vari luoghi di ristoro (tre ristoranti, una pizzeria ed una birreria) e shopping. Un elenco non esaustivo delle attrazioni include:
- Per i più piccoli:
  - Brucomela
  - Tappeti elastici
  - Baby kart
  - Giostra bambini
  - Giostra lagunare
  - Giostra cavalli
  - Water ball
  - Trenino
  - Mini seggiolini
  - Mini autoscontro
  - Mini avio
  - Bad River, discesa su gommoni
  - Scivolo (Taboga)
- Per i più grandi:
  - Horror house
  - Ruota panoramica
  - Condor, una torre alta 30 metri su cui si alzano degli otto volanti
  - Treno fantasma (Casa degli orrori)
  - Flume Ride, percorso acquatico su tronchi
  - Otto volante
  - Casa degli specchi
  - Go kart
  - Autoscontro
  - Giostra seggiolini
  - Giostra aeroplani
  - Galeone
  - Music Express
  - Sombrero
  - Super Frisbee
  - Jamming

## Il luna park nei media
Nel 2016 nel parco sono state girate numerose scene del film Fuga da Reuma Park, interpretato dai comici Aldo, Giovanni e Giacomo e da loro diretto insieme a Morgan Bertacca.